# Дюфренуа, Жорж
Жорж Дюфренуа (фр. Georges Dufrénoy; 20 июня 1870, Тье — 9 декабря 1943, Саль-Арбюиссонна-ан-Божоле) — французский живописец-постимпрессионист.

## Жизнь и творчество
Жорж Дюфренуа родился в Тье, в южных окрестностях Парижа. Его семья вскоре после рождения Жоржа переехала в Париж и жила на площади Вогезов, в историческом здании XVII века, в котором он прожил всю свою жизнь. Дюфренуа с пяти до семнадцати лет посещал католическую школу Ораторианцев (école Massillon, 2 Quai des Célestins, Paris 4ème). В семнадцать лет, после некоторых колебаний между изучением архитектуры и живописи, Дюфренуа решил стать живописцем.
Он изучал живопись в академии Жюлиана в мастерской Жан-Поля Лорана, а затем в мастерской Дезире Ложе. Находясь под влиянием творчества Клода Моне, молодой Дюфренуа с 1895 года стал писать пейзажи и натюрморты в импрессионистской манере. В 1902 году он совершил свою первую поездку в Венецию, город, в который он влюбился и куда возвращался почти каждый год до 1939 года, за исключением периода Первой мировой войны. Он открыл для себя великих венецианских мастеров: Тициана, Тинторетто и Веронезе. Критик Мариус-Ари Леблон писал, что его венецианские работы «следуют великой традиции венецианских мастеров, он ставит себя в прямую линию преемника итальянцев; в своих произведениях он остается богатым и аристократичным венецианцем».
С 1903 года Дюфренуа начал участвовать в крупных выставках, в том числе в Международном салоне в Реймсе в 1903 году (с тремя картинами); а в 1904 году в Салоне Независимых и Осеннем салоне в Париже. С тех пор его покровителем стал владелец галереи Эжен Дрюэ, который поддерживал таких художников, как Боннар, Дерен, Фриш, Марке и Вюйар. Дюфренуа стал членом Осеннего салона, членом комитета и правления которого он позже стал и которому оставался верным до последних лет.
29 января 1914 года он женился на Маргарите де Баронселли-Жавон (Marguerite de Baroncelli-Javon). Она была сестрой маркиза Фолько де Баронселли-Жавона и кинорежиссера Жака де Баронселли. У Жоржа и Маргариты было две дочери и два сына.
В 1910 году картины художника демонстрировались на Всемирной выставке в Брюсселе. В 1912 году он написал фреску «Пьета» в Капелле Святого Панкратия в городке Грамбуа в Воклюзе. Жорж воевал во время Первой мировой войны, но и после этого продолжал успешно писать и продавать свои работы. Он участвовал в триеннале в Льеже в 1921 году и в 1926 году — в парижском Большом дворце на выставке Независимого искусства. В 1929 в Питтсбурге за один из своих натюрмортов художник был награждён премией Карнеги.
В 1936 году художника избрали членом жюри по присуждению Римской премии (Prix de Rome). В 1938 году Жорж Дюфренуа стал кавалером ордена Почётного легиона.
Оккупация Франции в 1940 году была для него большой печалью, и он умер убитым горем в Саль-ан-Божоле в 1943 году. Последняя прижизненная выставка работ Ж. Дюфренуа состоялась в 1939 году. Посмертно ретроспективы его работ проходили в 1948 и в 1992 годах в Париже.

## Галерея

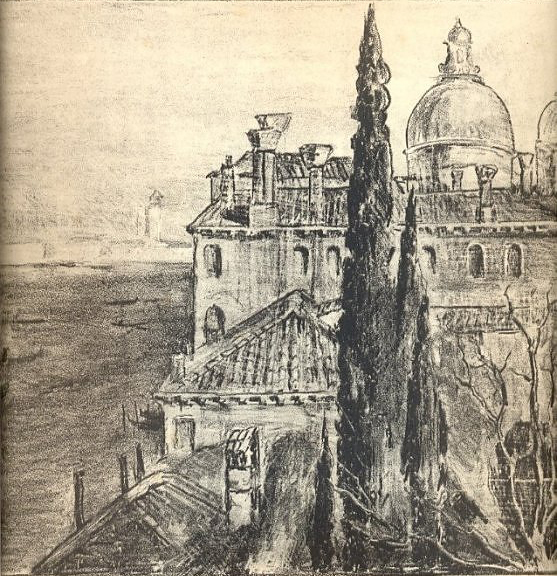
Венеция, дворцовый сад. Бумага, итальянский карандаш
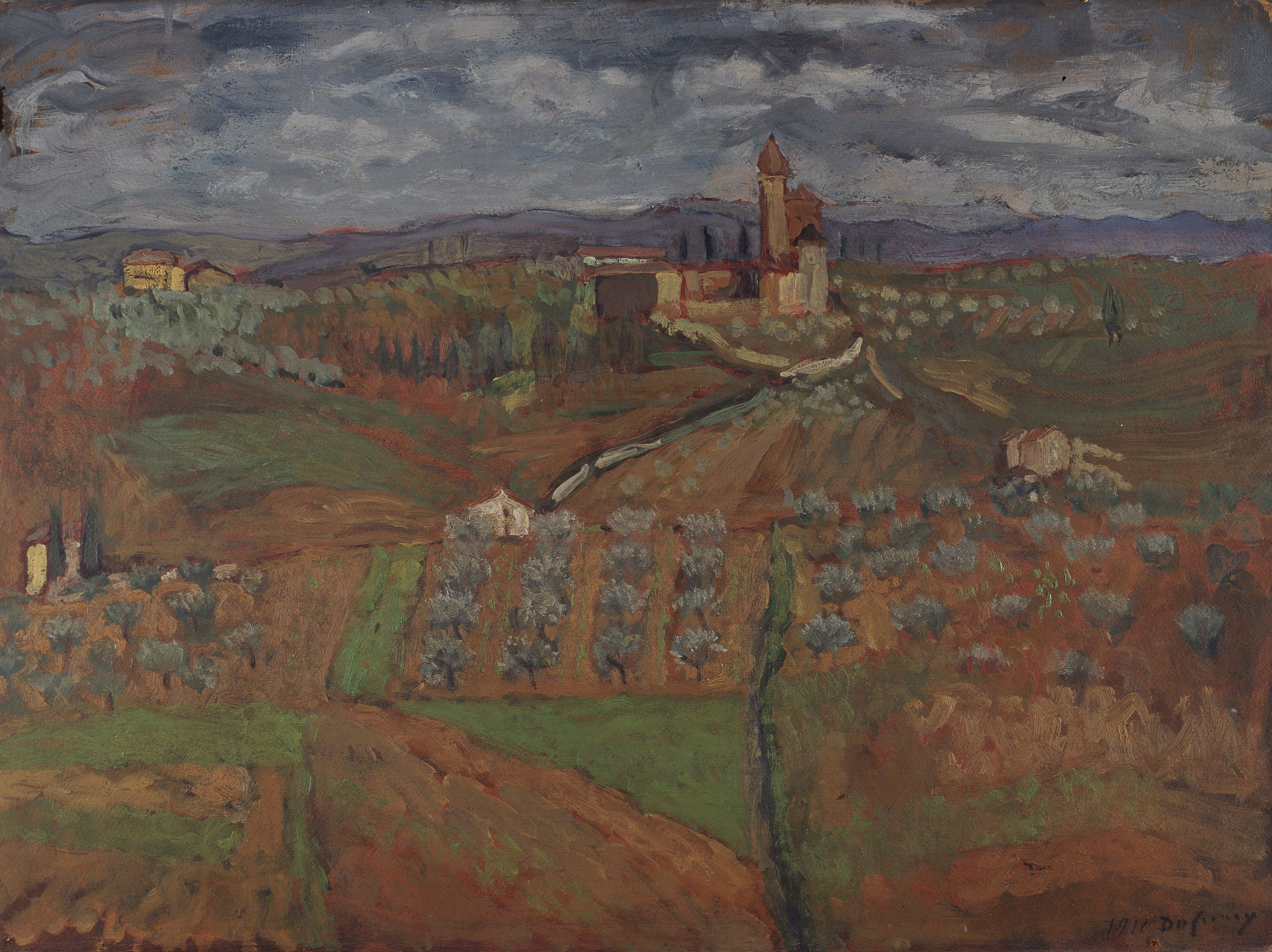
В окрестностях Сиены. 1911. Холст, масло. Музей изящных искусств, Гент
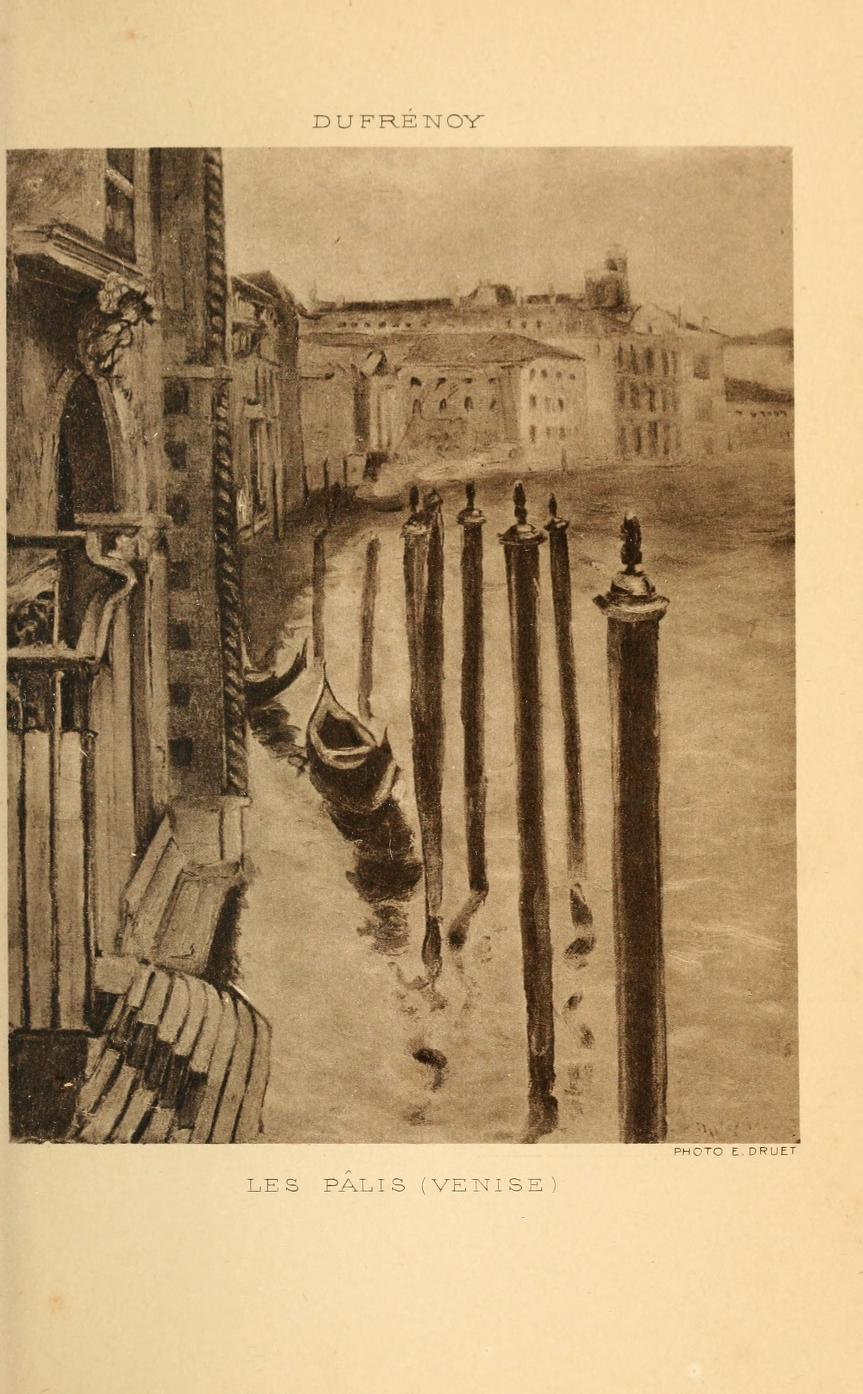
Венеция. Фотография из каталога. Дата неизвестна
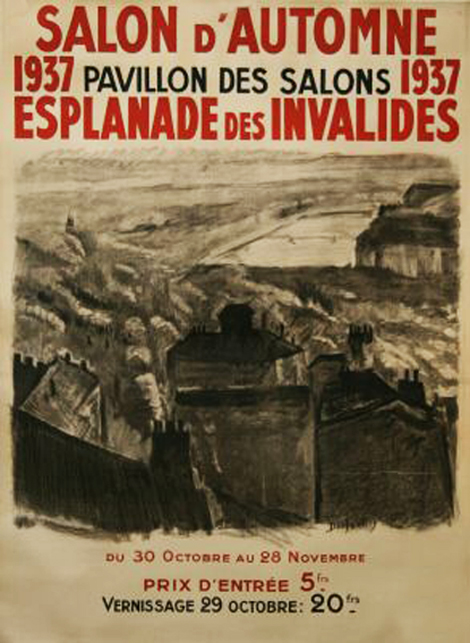
Афиша Осеннего салона 1937 года. Литография
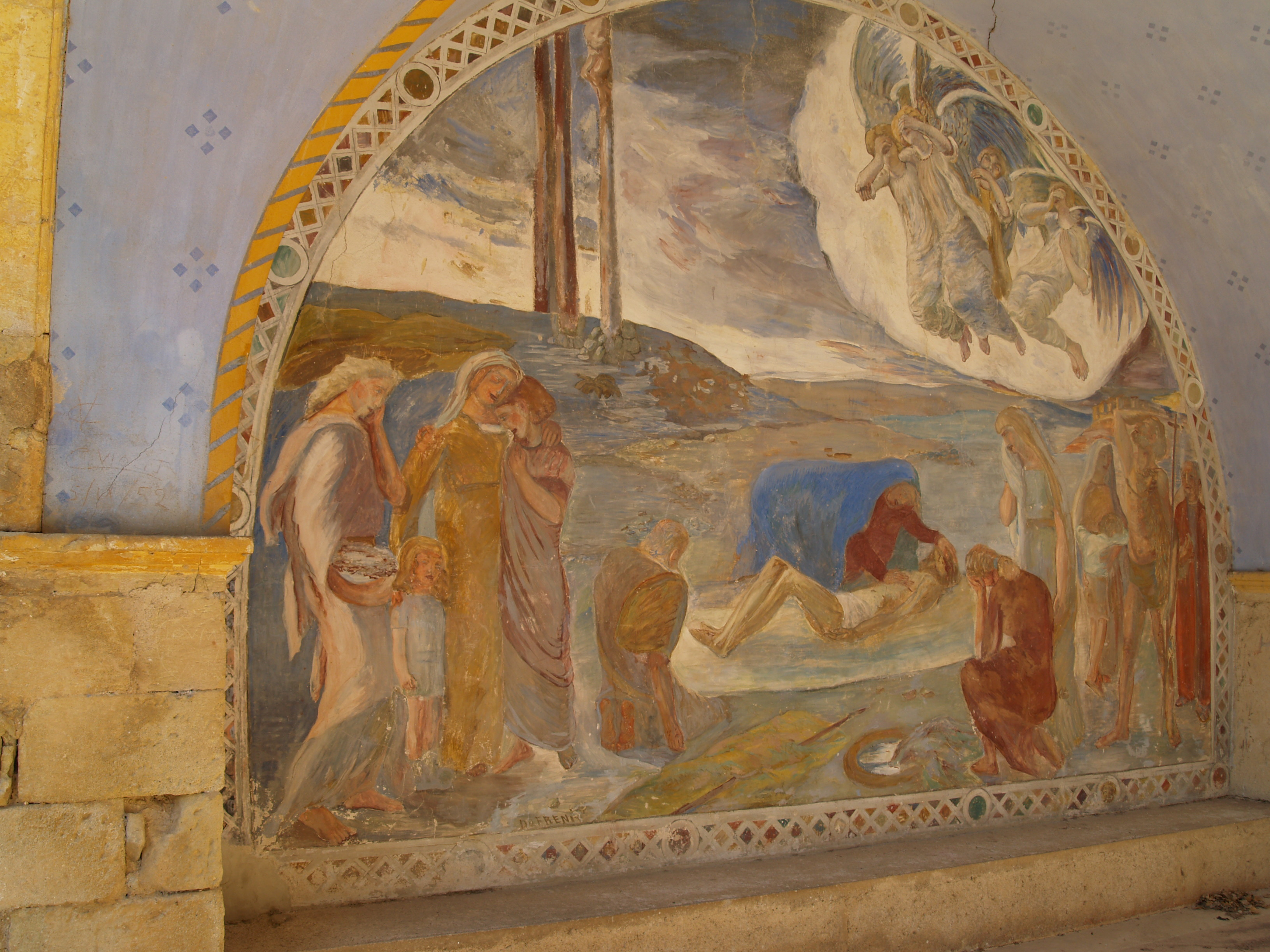
Пьета. 1912. Фреска. Капелла Святого Панкратия. Грамбуа, Воклюз